# Négerek
A négerek vagy feketék sötét barnás-fekete bőrszínnel rendelkező emberek. Ennek megfelelően történelmi, kulturális, valamint politikai értelemben többnyire Fekete-Afrika, Ausztrália és Melanézia őslakosait, valamint az innen származókat, illetve a későbbi emigrációk tagjait tekintik feketéknek (megkülönböztetve őket a kaukázusi-europid fehérektől és az egyéb színesbőrűektől). 2016-ban a Föld lakosságának körülbelül 18%-át tették ki.

## Elnevezésük

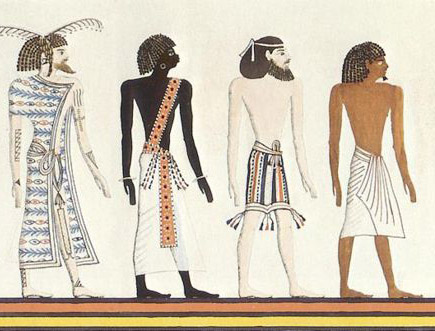
Ókori egyiptomi népcsoportokat ábrázoló falfestmény I. Széthi sírjában. Balról jobbra: berber (líbiai), núbiai, ázsiai (levantei) és egyiptomi

Az ókori emberek számára a korabeli források és szövegemlékek alapján elsősorban még a földrajzi lakhely és az etnikum volt fontos; ha egy távoli nép tagjairól beszéltek, a bőrszín csak mint másodlagos ismertetőjegy került elő. A núbiai származású ókori egyiptomi XXV. dinasztia tagjai is fekete bőrűek voltak. A Biblia kusiták néven említi egy fekete bőrű afrikai népcsoport tagjait, ők valószínűleg Núbia, esetleg a mai Etiópia területén éltek.
A bőrszín mint megkülönböztető jegy a gyarmatosítás korában került előtérbe, amikor a 15–16. századtól kezdődően nagy számban hurcolták el Fekete-Afrika lakosait rabszolgának. A spanyol és portugál gyarmatosítókat nem érdekelték a kulturális és etnikai különbségek a rabszolgák között, egységesen a feketét jelentő negro kifejezést használták rájuk, amely a latin nigrum (fekete) melléknévre vezethető vissza. Innen terjedt el a többi európai nyelvben is kifejezés, amely annak ellenére, hogy a fekete szó számos szókapcsolatban negatív jelentéstartammal bír (feketemágia, feketepiac), eleinte nem volt pejoratív. A negro szó idővel nemcsak a bőrszínre utalt, hanem magába foglalta a rabszolgaságot és a nyugati társadalmakban betöltött alacsony státuszt is. Különösen a nigger kifejezés vált pejoratívvá, használói ezzel a szóval fejezték ki gyűlöletüket vagy lenézésüket az alsóbbrendűnek titulált fekete faj iránt. A 20. század közepétől az Egyesült Államokban ezek használatát felváltották a fekete (black), színes bőrű (person of color) és afroamerikai (African American) kifejezések.
A magyar nyelvben korábban a szerecsen szó jelölte a fekete bőrű embert. Magyarországon jelenleg két elterjedt elnevezést használnak, a feketét és a négert. A néger a spanyol „negro”-ból (magyarul am. “fekete”) származik, valószínűleg provanszál és német közvetítéssel került hazánkba. A lakosság nagy része használja a hétköznapokban is, negatív felhang nélkül. A politikai korrektség hívei azonban az amerikai-angol nigger szóhoz való hasonlósága miatt sértőnek címkézik a néger elnevezést. Bár a 2003-as kiadású Magyar értelmező kéziszótár pejoratív stílusminősítéssel is közli a kifejezést,

## A fekete bőr genetikai háttere

Emberi bőrszínek eloszlása a világon (őslakosok)

Az emberi bőr színét a bőr alsó rétegeiben található melanocita sejtek határozzák meg az általuk termelt festékanyag, a melanin révén. A környező bőrsejtekbe is átkerülő melanin típusa és mennyisége szerte a világon nagyon széles skálán változik. Ez elsősorban annak köszönhető, hogy a történelem során az egymástól elzártan, különböző földrajzi körülmények között élő népcsoportoknál az evolúció részeként apró mutációk léptek föl, amelyek ezt az anyagcsere-folyamatot befolyásolták, ezzel elősegítve az alkalmazkodást. A sötét bőrszínárnyalatok jobban védenek az UV- és más káros sugárzások ellen, míg a világosabb bőr lehetővé teszi a D-vitamin nagyobb hatásfokú szintézisét, így nagy általánosságban az Egyenlítőhöz közeledve sötétebb az emberek bőre, mint az északi és déli területeken. Ennek a konvergens (párhuzamos) evolúciónak az eredménye az is, hogy a negrideknél és a világ túlsó felén, de szintén az egyenlítőhöz közel élő melanéz és ausztrál őslakosoknál a sötét bőr, valamint néhány másik külső jegy, például a haj textúrája és a testmagasság is hasonlóan alakult ki.
Habár korábbi kutatások arra jutottak, hogy az első, még az afrikai kontinensen élő emberek bőre sötét volt, az újabb tudományos munkák már arra mutatnak, hogy a legkorábbi feltárt emberi leletek gyengén pigmentáltak, tehát világos bőrűek lehettek.
A világ lakosait fehér és fekete bőrűekre osztani meglehetősen öntörvényű, egyedül Fekete-Afrikában a bőrszínárnyalatok sokkal nagyobb változatosságban vannak jelen, mint ami a világ összes többi részén tapasztalható. A legfeketébb bőrrel a Kelet-Afrikában élő nílusi-szaharai népek rendelkeznek, míg a délkelet-afrikai busmanok bőre alig sötétebb az európaiakénál.
A kutatások szerint a fekete bőrszínt leginkább meghatározó gén a MFSD12, míg a SLC24A5 jelzésű, fehér színárnyalatot okozó gén csak elvétve található az afrikaiakban és óceániaiakban.

## Történelem

### Afrika

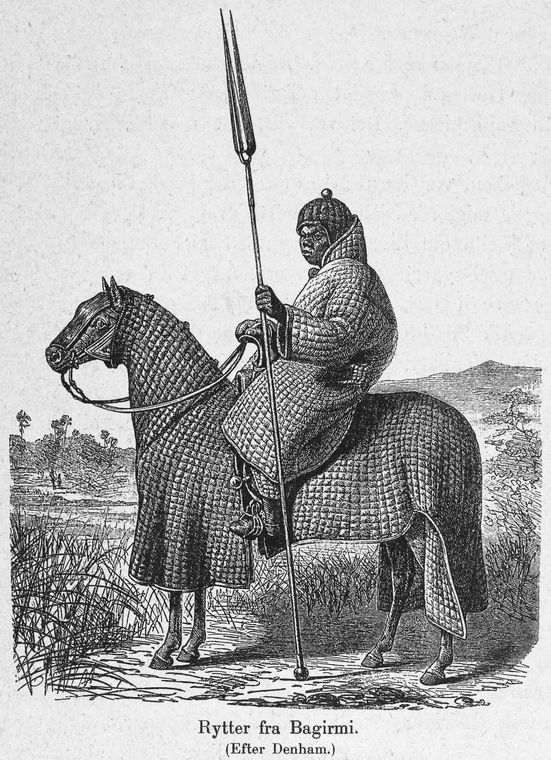
Vattapáncélos lovas Bagirmiból

A régészeti leletek tanúsága szerint a mai ember a szubszaharai Afrikában alakult ki mintegy 200 000 éve, innen rajzott ki és körülbelül 100 000 éve kezdte el benépesíteni a többi kontinenst.
Az ókor folyamán számos kultúra alakult ki és virágzott Fekete-Afrikában. Amíg a kontinens keleti területein a közel-keleti civilizációkkal kapcsolatot tartó államok alakultak ki, például az ókori világ nagyhatalmai közé tartozó Akszúm és a Nílus mentén fekvő Núbia keresztény királyságai, valamint az india-óceáni kereskedelemből meggazdagodott szomáliai városállamok, addig Nyugat-Afrikában ezektől függetlenül alakultak ki civilizációk. A Niger völgyében létrejött Nok kultúra már Kr. e. 2000-ben, az egyiptomiakat megelőzve feltalálta a vas megmunkálásának módszereit. Körülbelül Kr. e. 3000-ben kezdődött el a bantu népcsoportok vándorlása észak-Kamerunból, amelynek során a szubszaharai Afrika legnagyobb részén átvették az addig ott élő kisszámú busman és pigmeus csoportok helyét.
A középkor fontos folyamata volt az iszlám térnyerése a Szaharától délre is, ebben az időszakban jöttek létre a nagy muszlim néger birodalmak Nyugat-Afrikában, a legfontosabbak a Ghánai Birodalom, valamint utódállama, a Mali Birodalom voltak. A 14. században virágzó állam az arany- és sókereskedelemből hatalmas vagyonra tett szert, egyik uralkodóját, az 1312 és 1337 között regnáló Musza manszát a világtörténelem leggazdagabb embereként tartják számon. Ebben az időszakban virágzott a kultúra is a térségben, hatalmas mecsetek épültek és Timbuktu városának iszlám egyeteme 25 000 tanulójával az akkori világ egyik legnagyobb és legtekintélyesebb oktatási intézményének számított.
A késői középkor folyamán sorra alakultak a Száhel övezetben, a Kongó-medencében és Kelet-Afrikában is a bennszülött államok (például a Szokotói kalifátus, Kongó, Dahomey, Kanem-Bornu, Wadai, Bagirmi és a szuahéli államok), azonban ezek fejlettségükben már messze elmaradtak az európai országok technológiai színvonalától, akik így könnyen ki tudták terjeszteni kereskedelmi befolyásukat a partvidéken. A 16. századtól megerősödött a rabszolgakereskedelem, amelynek során legalább 20 millió négert szállították át embertelen körülmények között az amerikai kontinensre. A muszlim rabszolgakereskedők is több millió foglyot hurcoltak el az Oszmán Birodalomba és a Perzsa-öböl környékére.

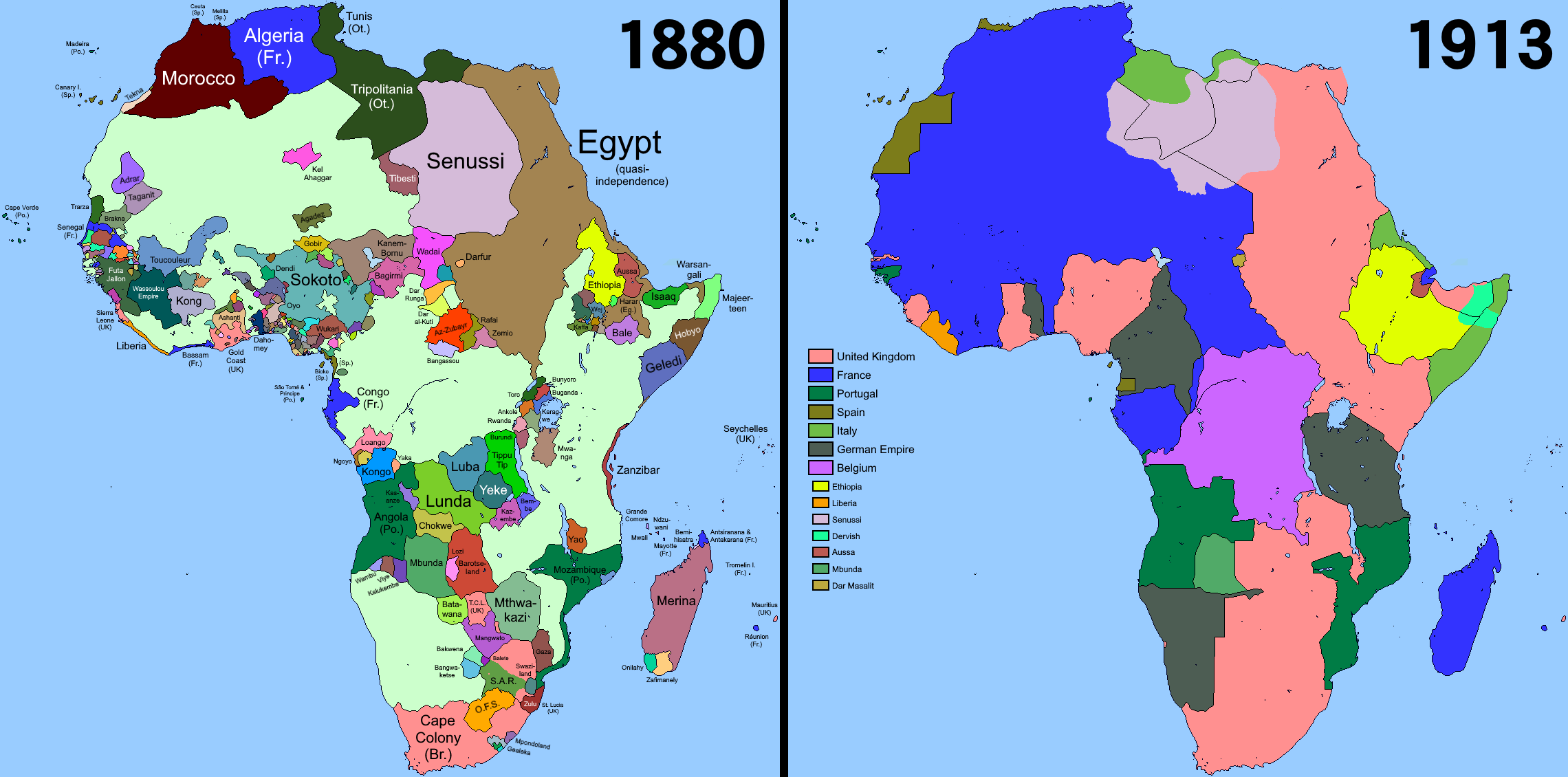
Afrika politikai térképének változása a kontinens gyarmatosításával

Egészen a 19. század végéig az európaiak csak kisebb tengerparti területeket birtokoltak Afrikában, ez alól egyedül Dél-Afrika képezett kivételt. A felgyorsuló iparosodás hatására azonban megnőtt a nyersanyagigény, így céllá vált Afrika teljes elfoglalása. A kontinensért megindult harcban számos európai hatalom részt vett, köztük az angolok, franciák, belgák, németek, portugálok és olaszok is. A kontinens felosztását végül a berlini konferencia zárta le. A bennszülött államok közül az európai hóditásnak egyedül a Salamon-dinasztia vezette keresztény Etiópia tudott ellenállni, amely 1896-ban legyőzte a támadó olaszok hadseregét.

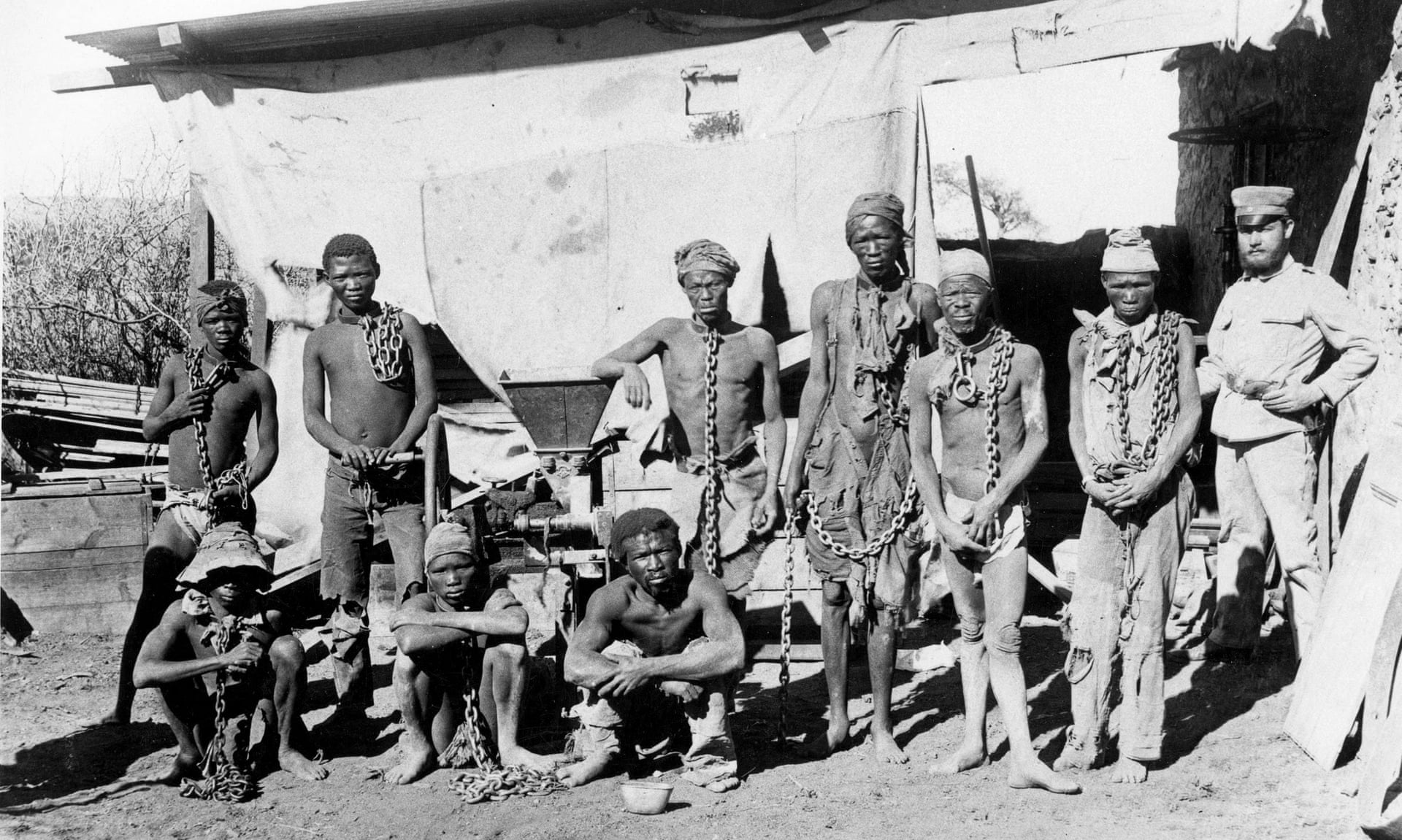
Namíbiai őslakosok egy gyarmati német haláltáborban (1904)

A gyarmatosítás során a legtöbb országban kiépítették az alapvető infrastruktúrát és létrehoztak egy alapszintű oktatási rendszert, azonban a gazdasági kapcsolat az afrikai területek és Európa között rendkívül egyenlőtlenek voltak. A gazdasági kizsákmányolást számos helyen antrocitások is kísérték, a II.Lipót belga király által igazgatott Kongói Szabadállamban becslések szerint több mint 10 millió őslakost öltek meg, de rengeteg áldozatot követelt a Német Délnyugat Afrikában elkövetett hereró és nama népirtás, valamint a Mau Mau felkelés brutális leverése is Kenyában a britek részéről.
A második világháborúban több mint egymillió fekete katona harcolt a szövetségesek oldalán, azonban miután lezárult a konfliktus, a szubszaharai országok továbbra sem kapták meg a kívánt függetlenséget, így megerősödtek az antikolonialista mozgalmak kontinensszerte. Az ENSZ is támogatta ezeket a törekvéseket, így az 1960-as évektől megkezdődött az afrikai államok függetlenné válása, mely folyamat 1975-re fejeződött be.
A függetlenné vált országokban erőssé vált a pánafrikanizmus, ennek eredményeként született meg az Afrikai Unió. A hidegháború korszakában mind az Egyesült Államok, mind a Szovjetunió igyekezett érdekszférájába vonni a szubszaharai államokat, ami számos konfliktust eredményezett, ezek közül a legfontosabbak a kongói krízis, az angolai polgárháború, valamint az ogadeni háború voltak. A hidegháborús versengés lezárulta után sem sikerült stabilizálni a helyzetet a régióban, állandósultak a polgárháborúk, a gyarmati határok generálta etnikai és vallási konfliktusok, valamint az erőszakos államcsínyek. Különösen sokkoló esemény volt a 800 000 – 1 000 000 halálos áldozatot követelő ruandai népirtás 1994-ben.

### Amerika
Az amerikai kontinensen élő feketék száma 150 millióra tehető; ők annak a 12 millió afrikainak a leszármazottjai, akiket 1492 és 1888 között hurcoltak el rabszolgának, mezőgazdasági munkaerő céljára. Az Amerikai Egyesült Államok fekete lakosságát afroamerikaiaknak nevezik, számuk 2015-ben 46 millió volt, mely az összlakosság 14,4%-a. 2009-ben Barack Obama személyében apai ágon fekete származású elnököt választottak. Brazíliában a lakosság 7%-a fekete, 43%-a kevert rasszú.

### Európa
A fekete európaiak számát 2014-ben 7–12 millió közöttire becsülték.

### Közel-Kelet
A közel-keleti feketék száma több tízmillióra tehető. Az arab és afrikai emberek már a történelem előtti időkből együttműködtek, hatva egymás nyelvére és kultúrájára. Az arabok 650 és 1900 között közel 14 millió afrikait hurcoltak el rabszolgának.
Körülbelül 150 ezer néger él Izraelben, ami az ország lakosságának valamivel több, mint 2%-a. Túlnyomó többségük, mintegy 120 ezren etióp zsidó bevándorlók, akik az 1980-as és 1990-es években érkeztek Etiópiából.